# قطعنامه ۱۴۱۰ شورای امنیت
قطعنامه ۱۴۱۰ شورای امنیت سازمان ملل متحد که در تاریخ ۱۷ مه ۲۰۰۲ تصویب شد، سندی بین‌المللی دربارهٔ اوضاع در تیمور شرقی است. این قطعنامه طی نشست ۴۵۳۴ام با ۱۵ رای موافق، ۰ مخالف و ۰ ممتنع تصویب شد.